# Licorne (Marvel Comics)
Pour les articles homonymes, voir La Licorne et Licorne (homonymie).
La Licorne (Unicorn) est un super-vilain appartenant à l'univers de Marvel Comics. Créé par Stan Lee et Jack Kirby, il est apparu pour la première fois dans Tales of Suspense #56, en 1964.

## Origine
Milos Masaryk était un espion soviétique qui fut équipé d'un casque créé par Anton Vanko, la première Dynamo Pourpre, ayant pour mission de traquer ce dernier, échappé à l'étranger. Le casque pouvait émettre de puissantes décharges d'énergie grâce à sa corne. Il fut ensuite soumis à des expériences afin de gagner une super-force. Mais en contrepartie, il fut atteint d'une maladie cellulaire dégénérescente.
Il fut vaincu par Iron Man, et Tony Stark l'aida quand même à vaincre sa maladie. Il s'échappa et fut plus tard affecté de nouveau par le cancer. Il devint fou et partit chercher son allié l'Homme de Titanium au fond de la mer... 
Des mois après, il fut ramené à la vie par le Beyonder pour faire partie d'une nouvelle Lethal Legion. Toujours fou, il erra à travers la Russie et fut stoppé par le troisième Homme de titanium. À peine libéré, il fut encore une fois vaincu par Iron Man et War Machine.
Un autre homme portant le casque de la Licorne fit partie du groupe russe : le Protectorat du Peuple.

### Civil War
Durant la Guerre Civile, la Licorne fut approchée par le Baron Zemo et forcée de rejoindre l'armée des Thunderbolts.

## Pouvoirs
- Mutés par des expériences, les tissus de la licorne sont des dizaines de fois plus denses que ceux d'un humain normal, la protégeant des blessures. Elle possède donc une force et une endurance incroyables.
- Elle est équipée d'un casque spécial surmonté d'un émetteur d'énergie. Il lui permet de générer des rafales de chaleur extrême ou de force.
- De manière défensive, la rafale de force peut servir en tant que champ de force. La rafale de force permet aussi de faire léviter des objets par magnétisme.
- Elle est aussi équipée d'une ceinture jetpack.
- La Licorne est un espion entraîné.